# Nyctennomos subpurpurascens
Nyctennomos subpurpurascens is een vlinder uit de familie spinneruilen (Erebidae). De wetenschappelijke naam is voor het eerst geldig gepubliceerd in 1954 door Viette.
De soort komt voor in tropisch Afrika.